# Альфтан Володимир Олексійович
Барон Володимир Олексійович (Карл Йоган Вольдемар) фон Альфтан (17 (29) квітня 1860, Бежецьк, Російська імперія — 19 грудня 1940, Гельсінкі) — російський воєначальник, генерал-лейтенант Російської імператорської армії. Військовий сходознавець, дослідник Кореї.

## Біографія
Лютеранського віросповідання. Із дворян Московської губернії фінляндського походження; батько — генерал-лейтенант (з 1878) Олексій Карлович Альфтан (1814—1885).
Загальну освіту здобув у Фінляндському кадетському корпусі (1873—1879).
Вступив на військову службу 1 вересня 1879 року юнкером рядового звання в Миколаївському кавалерійському училищі. 8 серпня 1881 року випущений корнетом до лейб-гвардії Уланського Його Величності полку. Від 8 серпня 1885 — поручик.
1889 року закінчив Миколаївську академію Генерального штабу за 1-м розрядом. 10 квітня 1889 став штабс-ротмістром гвардії з перейменуванням у капітани Генерального штабу.
Від 1 липня 1890 року перебував при Московському військовому окрузі, потім — старший ад'ютант штабу 13-го армійського корпусу.
Від 2 листопада 1891 до 2 листопада 1892 року проходив цензове командування ескадроном у 3-му драгунському Сумському полку.
Від 5 квітня 1893 — штаб-офіцер для доручень при командувачі військами Південно-Уссурійського відділу. 30 серпня 1893 року отримав звання підполковника.
Від 6 березня 1895 — старший ад'ютант канцелярії при військовому губернаторі Приморської області. У грудні 1895 — січні 1896 здійснив рекогностувальну поїздку північними провінціями Кореї.
Від 28 жовтня 1896 — старший ад'ютант штабу Приамурського військового округу. 13 квітня 1897 року отримав звання полковника.
Від 21 вересня 1897 — штаб-офіцер при управлінні 66-ї піхотної резервної бригади. З 1 квітня до 1 жовтня 1900 був відряджений до 45-го драгунського Сіверського полку для ознайомлення з загальними вимогами управління і господарювання в кавалерійському полку.
Від 20 травня до 20 вересня 1903 року проходив цензове командування батальйоном у 16-му гренадерському Мінгрельському полку. 13 грудня 1903 призначений командиром 113-го піхотного Староруського полку.
Від 3 січня 1904 — командир 77-го Тенгінського піхотного полку. 6 грудня 1905 року став генерал-майором.
Від 12 листопада 1905 — генерал для особливих доручень при головнокомандувачі військами Кавказького військового округу.
Від 1 грудня 1906 до 1907 року — комендант Михайлівської фортеці в Батумі.
Від 15 червня 1908 — військовий губернатор Дагестанської області. 5 травня 1908 вийшов у відставку.
31 липня 1909 року був повернутий з відставки з призначенням командиром 1-ї бригади 12-ї піхотної дивізії. Із 9 травня 1914 — командир 1-ї бригади 42-ї піхотної дивізії.
Від 19 липня 1914 — командувач 78-ї піхотної дивізії. На початку Першої світової війни сягнув успіхів у деяких битвах протягом перших кількох тижнів війни проти австрійців.
У січні 1915 року отримав звання генерал-лейтенанта. Від 3 червня 1915 — командир 12-го армійського корпусу, з 5 липня 1915 — командир 65-ї піхотної дивізії, а від 22 серпня 1915 — командир 3-го армійського корпусу.
16 квітня 1917 року вийшов у відставку через хворобу. Вже після відставки отримав звання генерала від інфантерії зі старшинством від 1916 року.
Після того, як його дружина померла в червні 1917 року, Альфтан оселився в Рильську в Курській губернії. Після того, як Червона Армія завоювала місто 1919 року, більшовики взяли його в полон, перевівши його до Курська. Звідки він утік, але знову потрапив у полон. Після звільнення Альфтана білими, він тимчасово повернувся до Рильська. 1920 року Альфтан переїхав до П'ятигорська на Кавказ, де після закінчення громадянської війни в Росії перебрався до Петербурга 1922 та до Фінляндії у червні 1923 року. Після еміграції прожив решту життя у Фінляндії.
Був начальником відділу РЗВС і головою Союзу російських військових інвалідів у Фінляндії.

## Нагороди
- Орден Святого Станіслава 3-го ступеня (1892)
- Орден Святої Анни 3-го ступеня (1895)
- Орден Святого Станіслава 2-го ступеня (1901)
- Орден Святої Анни 2-го ступеня (1905)
- Орден Святого Володимира 3-го ступеня (1907)
- Орден Святого Станіслава 1-го ступеня (06.12.1911)
- Орден Святого Георгія 4-го ступеня (ВП 03.02.1915)
- Орден Святого Георгія 3-го ступеня (ВП 13.03.1915)
- Георгіївська зброя (ВП 11.04.1915)

## Твори
- Альфтан В. А. Общий очерк движения 5 охотничьих команд 2-й В.-Сиб. стрелковой бригады, во время экспедиции по исследованию Уссурийского края летом 1894 года. — Хабаровск, 1895. — 40 с. — (Прил. к № 77–82 «Приамур. ведомостей» за 1895 г.).
- Альфтан В. А. Поездка в Корею Ген. Шт. Подполк. Альфтана в декабре 1895 г. и январе 1896 г. // Сборник географических, топографических и статистических материалов по Азии. — Вып. 69. — С. 8–96.